# L'Empereur des pauvres

L'Empereur des pauvres est un film français réalisé par René Leprince et sorti en 1922.
C'est un des grands succès des films à épisodes.

## Synopsis
Marc Anavan, jeune homme riche, mène une vie fastueuse. Le jour où il prend conscience que sa fortune s'étiole, il décide de changer de vie. Devenu un vagabond, il s'emploie à faire le bien autour de lui.

## Description
Le film comporte douze chapitres en six époques :
1. Le pauvre
2. Les millions
3. Les flambeaux
4. Les crassiers
5. L'orage
6. Floréal

## Fiche technique
- Réalisation : René Leprince
- Scénario : d'après un roman de Félicien Champsaur
- Adaptation : René Leprince
- Photographie : Julien Ringel et Paul Gaillard
- Société de production : Pathé Consortium Cinéma
- Société de distribution :  Pathé Consortium Cinéma
- Pays de production :  France
- Langue : film muet avec les intertitres en français
- Métrage :
- Format : Noir et blanc — 35 mm — 1,33:1 — Muet
- Durée :
- Date de sortie :
  - France : 24 février 1922

## Distribution
- Léon Mathot : Marc Anavan
- Gina Relly : Silvette
- Henry Krauss : Jean Sarrias, l'oncle de Silvette
- Gilbert Dalleu : Cyprien Cadal
- Andrée Pascal : Clémence Sarrias
- Lili Damita : Riquette
- Maurice Luguet : le notaire
- Ernest Maupain : Le père Silve
- Charles Lamy : Bonafède, un pharmacien
- Lucy Mareil : Josette
- Jules de Spoly